# Ludmiła Storożkowa
Ludmiła Wasiljewna Storożkowa (ros. Людмила Васильевна Сторожкова, ur. 19 listopada 1955 w Czyrczyku, zm. 23 listopada 2022) – radziecka lekkoatletka, sprinterka, mistrzyni Europy z 1978.
Zdobyła srebrny medal w biegu na 60 metrów na halowych mistrzostwach Europy w 1977 w San Sebastián, przegrywając jedynie z Marlies Oelsner z NRD. Zajęła 2. miejsce w sztafecie 4 × 100 metrów w finale Pucharu Europy w 1977 w Helsinkach. Zajęła 3. miejsce w sztafecie 4 × 100 metrów oraz 4. miejsce w biegu na 100 metrów w zawodach Pucharu Świata w 1977 w Düsseldorfie.
Zwyciężyła w biegu na 100 metrów na letniej uniwersjadzie w 1977 w Sofii. Zdobyła brązowy medal w biegu na 60 metrów na halowych mistrzostwach Europy w 1978 w Mediolanie.
Zwyciężyła w sztafecie 4 × 100 metrów na mistrzostwach Europy w 1978 w Pradze (radziecka sztafeta biegła w składzie: Wiera Anisimowa, Ludmiła Masłakowa, Ludmiła Kondratjewa i Storożkowa). Storożkowa wystąpiła również w indywidualnym biegu na 100 metrów, w którym zajęła 5. miejsce. Zdobyła brązowy medal w biegu na 60 metrów na halowych mistrzostwach Europy w 1979 w Wiedniu.
Była mistrzynią ZSRR w biegu na 100 metrów w 1978 oraz w sztafecie 4 × 100 metrów w 1977 i 1978, wicemistrzynią w biegu na 100 metrów w 1977, a także brązową medalistką mistrzostw ZSRR w biegu na 200 metrów w 1977. W hali była mistrzynią ZSRR w biegu na 60 metrów w latach 1976–1979.
Dwukrotnie ustanawiała rekord ZSRR w biegu na 100 metrów (czasem 11,28 s i 11,21 s, oba razy 20 sierpnia 1977 w Sofii) oraz dwukrotnie w sztafecie 4 × 100 metrów (czasem 42,88 s 25 czerwca 1977 w Karl-Marx-Stadt i 42,54 s 3 września 1978 w Pradze).
W 1978 uzyskała tytuł Zasłużonego Mistrza Sportu ZSRR. Po zakończeniu kariery zawodniczej była trenerką.